# زنبق‌های وحشی
زنبق‌های وحشی سریالی ایرانی به کارگردانی بهرام کاظمی و محصول سال ۱۳۸۱ است. این سریال برای اولین بار در پاییز سال ۱۳۸۱ از شبکه ۱ پخش شد.

## داستان
جمال (که نقش آن را عمار تفتی ایفا کرده است) جوانی است که در گلخانه آقا نظام (با بازی: حبیب الله حداد) کار می‌کند او جمال را بزرگ کرده و سرپرستی گلخانه خود را به او واگذار کرده است نظام ، برادری به نام صوفی (با بازیگری: منوچهر علی پور) دارد. این ۲ برادر، فرزندانی دارند که از کودکی با هم بزرگ شده‌اند بانو (با بازی: آرزو آفرین) دختر نظام و حمید (با بازی: علی عبادت طلب)، پسر صوفی است بانو علاقه‌ای به حمید ندارد و به جمال علاقه مند است و این مساله، باعث می شود حمید با نقشه هایی جمال را معتاد کند و در ادامه ماجراهایی در داستان به وجود می‌آید.

## بازیگران
بازیگران اصلی این سریال عبارتند از: عمار تفتی، حبیب‌الله حداد، منوچهر علی پور، آرزو آفرین، علی عبادت طلب، هما خاکپاش، الهام حمیدی، سعیده عرب.

## عوامل تولید
- نویسنده فیلمنامه و تهیه‌کننده: سیروس تسلیمی
- کارگردان: بهرام کاظمی
- تصویربردار: فریبرز سیگارودی
- صدابردار: محمد شاهوردی
- آهنگساز: محمد مهدی گورنگی
- طراح صحنه و لباس: شهریار کلهر
- طراحان گریم: افروز بوجاریا و مهرداد عادلی
- مجری طرح: زهرا صدیق رضوانی
- مدیر تولید: حمیدرضا کاکا
- دستیار کارگردان و برنامه‌ریز: ابراهیم شیبانی
- منشی صحنه: مینا (صدیقه) زرپور